# Ladies’ Alpine Club
Der Ladies’ Alpine Club (LAC) war ein Alpiner Verein. Er wurde 1907, ursprünglich unter dem Namen Lyceum Alpine Club, als Interessensgemeinschaft des „Lyceum Club für berufstätige Frauen“ in London von Elizabeth Le Blond gegründet. Le Blond fungierte deshalb auch als dessen Vorsitzende von 1907 bis 1912 und von 1933 bis 1934. Der Hauptgrund für die Gründung des Ladies’ Alpine Club war der Umstand, dass sich der Londoner Alpine Club beharrlich weigerte, Alpinistinnen in seine Reihen aufzunehmen.
1910 beschloss die damals bereits an die 50 Mitglieder zählende Vereinigung, den Lyceum Club zu verlassen und einen eigenen Club mit eigenem Lokal im Londoner Stadtteil Marylebone zu gründen. Die erste Ehrenpräsidentin war Königin Margarethe von Italien, die selbst viele Alpengipfel bestiegen hatte. Die britische Alpinistin Katharine Richardson (1854–1927) war ebenfalls Mitglied des Clubs. Sie selber unternahm viele Bergtouren mit der französischen Alpinistin Mary Paillon (1848–1946), mit der sie eng befreundet war. 1910, also noch im Gründungsjahr des LAC, war Paillon Vizepräsidentin (d. h. zweite Vorsitzende) des LAC.
Von 1913 bis 1915 war die bedeutende Alpinistin Lucy Walker zweite Vorsitzende des Clubs. Der LAC orientierte sich stark an seinem männlichen Pendant und lud den Präsidenten des Alpine Clubs und prominente Mitglieder regelmäßig als Ehrengäste ein. Eine Geste, die der Männerclub nicht erwiderte, denn seine Räumlichkeiten sollten Männern vorbehalten bleiben.
Das Aufnahmeverfahren in den exklusiven LAC war, ähnlich dem Alpine Club, sehr restriktiv. Nur „Ladies“, die praktische Kenntnisse im Bergsteigen, Beiträge zu Wissenschaft, Kunst oder Literatur der Bergregionen vorzuweisen hatten und von zwei Mitgliedern protegiert wurden, konnten zur Wahl vorgeschlagen werden. Besonders nach dem Ersten Weltkrieg war die Herkunft der LAC-Mitglieder sehr international und beschränkte sich nicht nur auf Alpinistinnen des britischen Commonwealth, sondern umfasste auch Bergsteigerinnen aus Frankreich, Italien und der Schweiz, etwa Loulou Boulaz, die Ehrenmitglied war. In den 1920er Jahren konzentrierte sich der LAC ganz im Geist der Zeit auf Aktivitäten außerhalb der Alpen, vor allem auf die damaligen Himalaya-Expeditionen.
Ab 1974 ließ der Alpine Club auch Frauen als Mitglieder zu, womit der Ladies’ Alpine Club 1975 in ihm aufging. Mit Denise Nea Evans war von 1986 bis 1987 erstmals eine Frau Präsidentin des Alpine Club. Sie war oft auf Klettertouren gewesen und in ihren späteren Lebensjahren mit dem Alpinisten Charles Evans verheiratet.

## Bergführerdenkmal
Das Bergführerdenkmal in St. Niklaus Dorf ehrt u. a. Alpinistinnen des Ladies’ Alpine Club als Gäste der St. Niklauser Bergführer.